# آلکسیس آلکساندریس
آلکسیس آلکساندریس (انگلیسی: Alexis Alexandris؛ زادهٔ ۲۱ اکتبر ۱۹۶۸) بازیکن سابق و مربی فوتبال اهل یونان است.
از باشگاه‌هایی که در آن بازی کرده‌است می‌توان به باشگاه فوتبال لاریسا، باشگاه فوتبال المپیاکوس، باشگاه فوتبال ویرا، و باشگاه فوتبال آ. ا. ک آتن اشاره کرد.
وی همچنین در تیم ملی فوتبال یونان بازی کرده‌است.